# Lethrus armeniacus
Lethrus armeniacus là một loài bọ cánh cứng trong họ Geotrupidae. Loài này được Reitter miêu tả khoa học năm 1890.